# Jonk

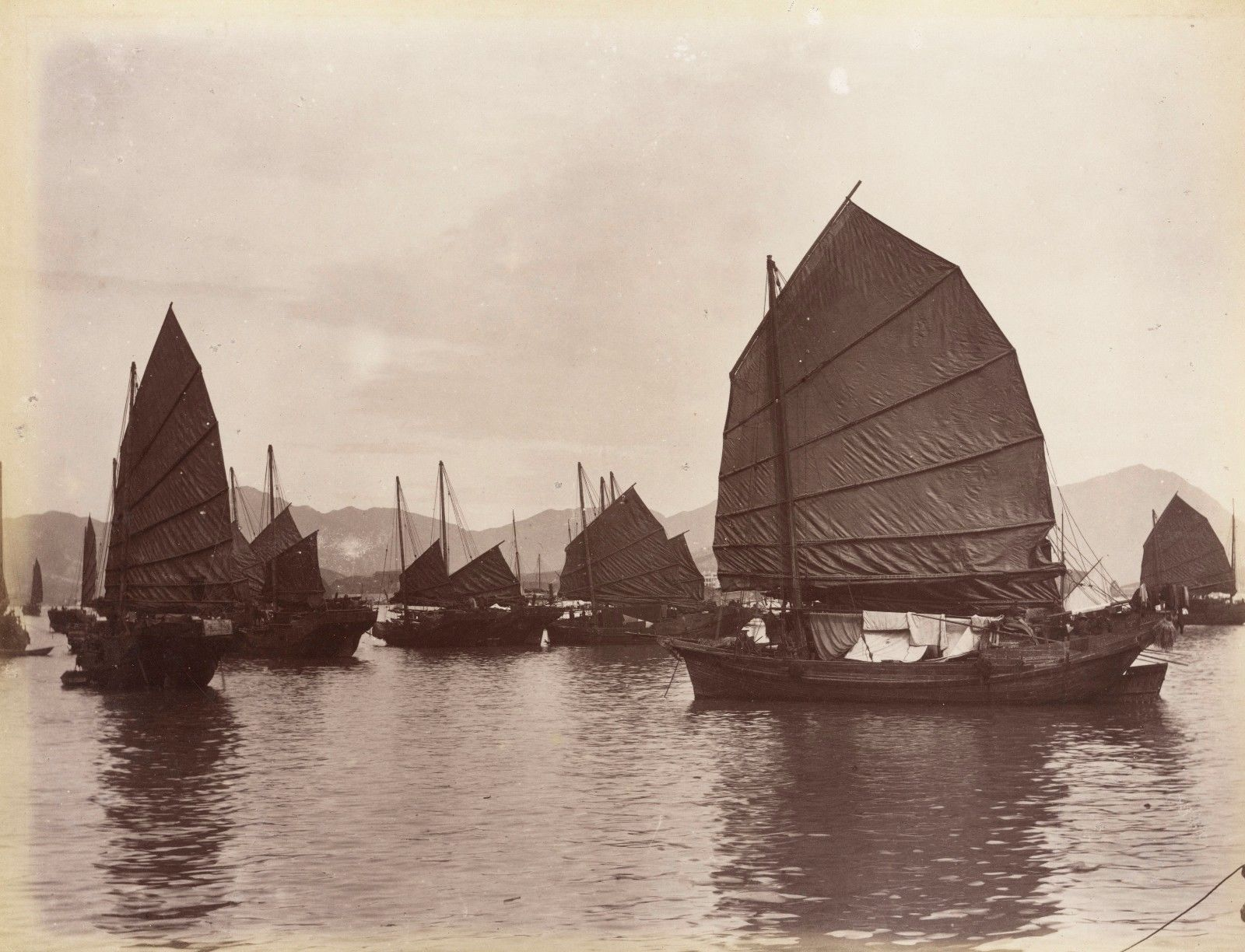
Jonken omstreeks 1880

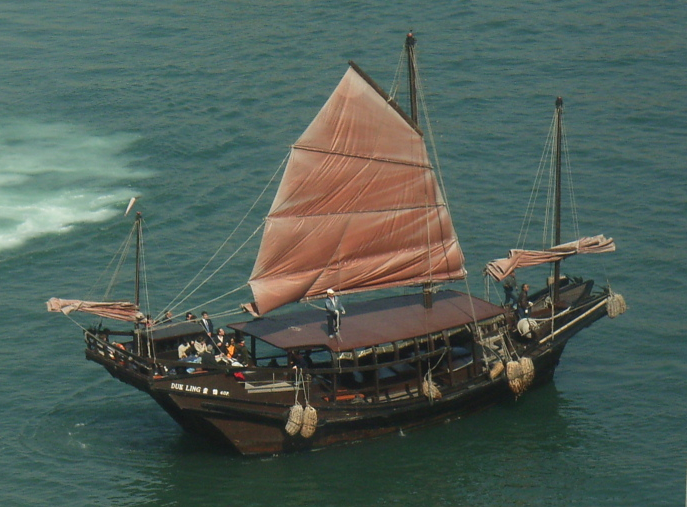
Een moderne jonk in Hongkong

Een jonk is een zeilschip ontwikkeld in China. Het is een vergrote sampan.
De kleinste schepen van het type jonk hebben nog steeds de kenmerken van een sampan, namelijk een brede platte kielplank die aan de voor– en achterzijde omhoog gebogen is, met aan de zijkanten daarop aangebrachte nagenoeg verticale zijden.
Het afronden van de kimmen en het hoog opboeien en aanbrengen van tussenschotten, maakt van een sampan een jonk.
Jonken konden en kunnen nog steeds in alle maten voorkomen. De kleine worden geroeid of geboomd, de grotere kunnen meerdere masten hebben met langsscheepse zeilen (vroeger van bamboe), die de karakteristieke zeillatten bezitten, het zogenoemde jonkzeil zie tuigage.

## Etymologie
De benaming jonk is afkomstig van het Portugese "junco", gebaseerd op het Javaanse "djong".